# باول واتسون (دراج)
باول واتسون (بالإنجليزية: Paul Watson)‏ هو دراج بريطاني، ولد في 5 مايو 1962.

## وصلات خارجية
- بول واتسون على موقع أرشيف الدراجات (الإنجليزية)
- بول واتسون على موقع إحصائيات الدراجات الإحترافية (الإنجليزية)